# Pipotiazin
A pipotiazin egy fenotiazin típusú neuroleptikum. Valódi pszichózisok (organikus elmebajok, pl. szkizofrénia) gyógyszere. A fenotiazin a molekula hármas gyűrűjének kémiai neve.
A pipotiazin antidopaminerg aktivitása viszonylag mérsékelt. Az antipszichotikus aktivitás jelentős, csak úgy, mint az extrapiramidális hatások. A molekulának antihisztamin hatása (ami a klinikailag jelentős szedatív hatást okozza), valamint jelentős adrenolitikus és antikolinerg aktivitása is van.

## Fordítás
- Ez a szócikk részben vagy egészben  a   Pipotiazine című angol Wikipédia-szócikk fordításán alapul.  Az eredeti cikk szerkesztőit annak laptörténete sorolja fel. Ez a jelzés csupán a megfogalmazás eredetét és a szerzői jogokat jelzi, nem szolgál a cikkben szereplő információk forrásmegjelöléseként.